# Songs of pain
Songs of pain is het eerste album van de Amerikaanse singer-songwriter Daniel Johnston. Hij nam het album tussen 1980-1981 met een cassetterecorder op in de kelder van zijn ouderlijk huis. In 1988 werd het album op cassette uitgegeven door Stress Records.

## Achtergrond
Daniel Johnston werd geboren in Sacramento in Californië maar groeide op in New Cumberland in West Virginia. Hij studeerde enkele weken aan de Abilene Christian University in Texas maar brak deze studie af. Hierna volgde hij colleges in kunst aan de Kent State University in Ohio. Daar nam hij de albums Songs of pain en More songs of pain op met behulp van een goedkope Sanyo boombox. Beide werken werden in 2003 door Dual Tone op cd uitgebracht als The early recordings volume 1.

## Ontvangst
AllMusic gaf het album een score van 2 van 5. David Raposa van Pitchfork gaf een 8. Hij merkte op dat het haast onmogelijk is om de muziek van Johnston los te zien van zijn leven: "Like I said, it's nearly impossible to admire Daniel Johnston the Songwriter without thinking about Daniel Johnston the Person (...)".
Na het overlijden van Johnston op 10 september 2019 werd er in diverse media aandacht geschonken aan zijn muziek en nalatenschap. Op 12 september benoemde Jordan Bassett van NME het nummer Wicked world tot een van Johnston's 13 beste nummers. Hij schreef dat Grievances beschouwd wordt als een essentieel nummer van Johnston, maar dat hij Wicked world meer "tuneful and sweet" vond klinken. Diezelfde dag schreef David Peisner van The New York Times in zijn lijst van 12 essentiële nummers van Johnston dat Like a monkey in a zoo een donker, verbitterd en mogelijk autobiografisch verslag is van het leven van een excentriek persoon.

## Tracklijst
| Nr. | Titel                  | Duur |
| --- | ---------------------- | ---- |
| 1.  | Grievances             | 2:49 |
| 2.  | A little story         | 3:30 |
| 3.  | Joy without pleasure   | 1:55 |
| 4.  | Never relaxed          | 3:28 |
| 5.  | Brainwash              | 2:40 |
| 6.  | Pot head               | 3:23 |
| 7.  | Wicked world           | 2:35 |
| 8.  | Lazy                   | 2:41 |
| 9.  | I save cigarette butts | 5:26 |
| 10. | Like a monkey in a zoo | 3:28 |
| 11. | Wicked will            | 1:45 |
| 12. | An idiot's end         | 4:36 |
| 13. | Wild West Virginia     | 2:39 |
| 14. | Since I lost my tooth  | 1:21 |
| 15. | Urge                   | 2:36 |
| 16. | Living life            | 4:08 |
| 17. | Tuna ketchup           | 2:06 |
| 18. | Premarital sex         | 3:05 |
| 19. | Don't act nice         | 0:37 |
| 20. | Hate song              | 2:07 |